# Rezerwat przyrody Stawy Broszkowskie
Rezerwat przyrody Stawy Broszkowskie – faunistyczny rezerwat przyrody położony w gminie Kotuń, na terenie wsi Broszków w leśnictwie Kotuń, w Siedlecko-Węgrowskim Obszarze Chronionego Krajobrazu (województwo mazowieckie).
Został powołany Zarządzeniem Ministra Leśnictwa i Przemysłu Drzewnego z dnia 4 lipca 1984 r. (M.P. z 1984 r. nr 17, poz. 125). Zajmuje powierzchnię 268,1293 ha (akt powołujący podawał 266,03 ha). Wokół rezerwatu utworzono otulinę o powierzchni 483,05 ha.
Według aktu powołującego celem ochrony jest zachowanie miejsc lęgowych wielu gatunków ptaków oraz ostoi ptaków przelotnych.

## Klasyfikacja rezerwatu
Jest to rezerwat faunistyczny (Fn) objęty ochroną czynną. Według głównego przedmiotu ochrony jest to rezerwat faunistyczny (PFn), podtypu ptaków (pt). Według głównego typu ekosystemu należy do typu różnych ekosystemów (EE), podtypu mozaiki różnych ekosystemów (me). Przedmiotem ochrony są biotopy ptaków lęgowych i przelotnych.

## Walory przyrodnicze
Jest to jedno z największych miejsc lęgowych ptaków w środkowo-wschodniej części Polski. Na podstawie pobieżnej penetracji ornitologicznej w latach siedemdziesiątych (Luniak, 1972), charakterystyki awifauny oraz informacji Mazowieckiego Towarzystwa Ochrony Fauny w Siedlcach wiadomo, że na terenie rezerwatu występuje ok. 100 gatunków ptaków lęgowych i przelotnych, w tym wiele chronionych i rzadkich. Są to m.in.: nur czarnoszyi, 5 gatunków perkozów (rzadkie: rdzawoszyi (Podiceps griseigena) i zausznik (Podiceps nigricollis)), 12 gatunków kaczek, łabędź niemy (Cygnus olor), zielonka (Porzana parva), krakwa (Anas strepera), podróżniczek (Luscinia svecica) i inne.
Spotkać tu można również rośliny chronione i rzadkie, takie jak storczyki (25 gatunków chronionych i 5 rzadkich), m.in. listera jajowata (Listera ovata), storczyk Fuchsa (Dactylorhiza fuchsii) i podkolan biały (Platanthera bifolia).